# Exorista africana
Exorista africana är en tvåvingeart som först beskrevs av Boris Borisovitsch Rohdendorf 1931.  Exorista africana ingår i släktet Exorista och familjen parasitflugor. Inga underarter finns listade i Catalogue of Life.